# Pavol Demitra
Pavol Demitra (Dubnica nad Váhom, 29 novembre 1974 – Jaroslavl', 7 settembre 2011) è stato un hockeista su ghiaccio slovacco, scomparso nell'incidente aereo che ha coinvolto la squadra della Kontinental Hockey League del Lokomotiv Jaroslavl', dove giocava dalla stagione 2010-2011.
In precedenza aveva giocato nella National Hockey League (per ben 16 stagioni) con le squadre di Ottawa, St. Louis, Los Angeles, Minnesota e Vancouver; ha giocato pure nell'extraliga cecoslovacca (all'inizio della sua attività agonistica) e nell'extraliga slovacca con il Dukla Trenčín
In carriera NHL, Demitra, tra i vari riconoscimenti ha vinto il Trofeo Lady Byng (premio per la sportività) nella stagione 1999-2000.

## Caratteristiche
Alto 1,83 m per 90 kg di peso, per gran parte nella sua carriera da professionista ha ricoperto il ruolo di ala sinistra.

## Carriera
Dopo aver giocato per due anni nella extraliga cecoslovacca (con Dubnica e HC Dukla Trenčín), Pavol Demitra è stato selezionato nel nono round (complessivamente 227ª scelta assoluta) dagli Ottawa Senators nella NHL Entry Draft del 1993. Demitra avrebbe poi giocato la maggior parte delle successive tre stagioni nella American Hockey League, facendo comunque diverse apparizioni in NHL.
All'inizio della stagione 1996-97 Demitra divenne free agent e passò nelle file dei San Louis Blues, in cambio di Christer Olsson. Nella sua prima stagione tra i Blues, Demitra giocò appena 8 partite. L'anno seguente (stagione 1997-1998) giocò più costantemente, mettendo a segno 52 punti in 61 partite. La stagione 1998-1999 fu una delle sue migliori stagioni: 89 punti e la sua prima convocazione All Star.
Nel 1999-2000 vinse il premio per la sportività (il Lady Byng Memorial Trophy) e concluse la stagione con 71 presenze. L'anno successivo giocò solo 44 partite per via di un infortunio, ma fece ben 45 punti (frutto di 20 goal e 25 assist). Gli anni seguenti Demitra fu tra i migliori giocatori del campionato nordamericano, mettendo a segno numerosi punti. Tuttavia nel 2004-2005 tornò in Europa a seguito del lockout che interessò la NHL: tornò così a giocare in patria, nell'extraliga slovacca, militando nuovamente nelle file dell'HC Dukla Trenčín, la squadra con la quale aveva debuttato tra i professionisti.
Nel 2005-2006, ripartito il campionato nordamericano, rifiutò il rinnovo da parte dei St. Louis e passò a giocare con i Los Angeles Kings. Nel 2006-2007 firmò invece con Minnesota Wild per due stagioni, dove affiancò il connazionale Marián Gáborík e con 71 presenze fece ben 68 punti nella prima stagione, mentre nella seconda in 68 presenze fece 54 punti. Passò in seguito a Vancouver e in due stagioni fece 97 presenze e 69 punti. Infine, l'approdo in Russia, in KHL, dove ha giocato nella Lokomotiv Jaroslavl'.

## La morte
Muore il 7 settembre 2011, a Jaroslavl' nell'incidente aereo della Lokomotiv Jaroslavl'.

## In Nazionale
Demitra ha giocato per la Cecoslovacchia nei seguenti eventi:
- 1992 Campionati europei giovanili
- 1993 Campionato Mondiale Junior (medaglia di bronzo)

per la Slovacchia nei seguenti eventi:
- 1996 Campionato Mondiale
- 1996 Coppa del Mondo
- 2002 Olimpiadi invernali di Salt Lake City
- 2003 Campionato Mondiale (medaglia di bronzo)
- 2004 Campionato Mondiale
- 2004 Coppa del Mondo
- 2005 Campionato Mondiale
- 2006 Olimpiadi invernali di Torino
- 2007 Campionato Mondiale
- 2010 Olimpiadi invernali di Vancouver
- 2011 Campionato Mondiale

## Premi
- Premiato con il Lady Byng Memorial Trophy nel 2000
- All-Star Game delle stagioni NHL nel 1999, 2000 e 2002
- Capocannoniere dei XXI Giochi olimpici invernali
- Quinto giocatore in classifica dei S. Louis Blues di tutti i tempi per numero di goal (204), assist (289), punti (493) e presenze (494)

## Asteroide 240022 Demitra
Nel luglio 2012 è stato dedicato alla memoria del giocatore l'asteroide numero 240022.